# La Liga 2024-2025
La Liga 2024-2025, cunoscută și sub numele de LALIGA EA SPORTS din motive de sponsorizare, a fost cel de-al 94-lea sezon din La Liga, cea mai importantă competiție de fotbal din Spania. A început pe 15 august 2024 și s-a încheiat pe 25 mai 2025. Real Madrid era campioana în curs, care a câștigat al 36-lea titlu în sezonul precedent. Programul meciurilor a fost anunțat pe 18 iunie 2024.
Pe 15 mai 2025, Barcelona și-a asigurat oficial cel de-al 28-lea titlu cu două meciuri rămase, în urma unei victorii cu 2-0 împotriva rivalei orașului, Espanyol.

## Informații despre echipe
Ultima actualizare: 21 septembrie 2024

### Stadioane și locații
| Echipa          | Oraș                            | Stadion                                                | Capacitate |
| --------------- | ------------------------------- | ------------------------------------------------------ | ---------- |
| Alavés          | Vitoria-Gasteiz                 | Mendizorrotza                                          | 19,84      |
| Athletic Bilbao | Bilbao                          | San Mamés                                              | 53.289     |
| Atlético Madrid | Madrid (San Blas-Canillejas)    | Metropolitano                                          | 70,46      |
| Barcelona       | Barcelona                       | Olímpic Lluís Companys și Camp Nou (jumătate de sezon) | 55,926     |
| Celta Vigo      | Vigo                            | Balaídos                                               | 29.000     |
| Espanyol        | Cornellà de Llobregat           | Stage Front Stadium                                    | 40.000     |
| Getafe          | Getafe                          | Coliseum                                               | 16.500     |
| Girona          | Girona                          | Montilivi                                              | 13.400     |
| Las Palmas      | Las Palmas                      | Gran Canaria                                           | 31.250     |
| Leganés         | Leganés                         | Butarque                                               | 12.450     |
| Mallorca        | Palma                           | Son Moix                                               | 23.142     |
| Osasuna         | Pamplona                        | El Sadar                                               | 23.576     |
| Rayo Vallecano  | Madrid (Puente de Vallecas)     | Vallecas                                               | 14.708     |
| Real Betis      | Sevilla (Bellavista-La Palmera) | Benito Villamarín                                      | 60.721     |
| Real Madrid     | Madrid (Chamartín)              | Santiago Bernabéu                                      | 83.186     |
| Real Sociedad   | San Sebastián                   | Anoeta                                                 | 39.500     |
| Sevilla         | Sevilla (Nervión)               | Ramón Sánchez-Pizjuán                                  | 43.883     |
| Valencia        | Valencia                        | Mestalla                                               | 49.430     |
| Valladolid      | Valladolid                      | José Zorrilla                                          | 27.618     |
| Villarreal      | Villarreal                      | La Cerámica                                            | 23.008     |

### Personal și sponsori
| Echipa          | Antrenor          | Căpitan               | Producătorul echipamentului | Sponsor tricou                | Alți sponsori                                        |
| --------------- | ----------------- | --------------------- | --------------------------- | ----------------------------- | ---------------------------------------------------- |
| Alavés          | Luis García Plaza | Antonio Sivera        | Puma                        | Araba/Álava, Dexin News       | Digi, EBpay, Silken Hoteles                          |
| Athletic Bilbao | Ernesto Valverde  | Óscar de Marcos       | Castore                     | Kutxabank                     | Digi, B2BinPay                                       |
| Atlético Madrid | Diego Simeone     | Koke                  | Nike                        | Riyadh Air                    | Hyundai, Kraken, ComAve                              |
| Barcelona       | Hansi Flick       | Marc-André ter Stegen | Nike                        | Spotify                       | UNHCR, Ambilight TV                                  |
| Celta Vigo      | Claudio Giráldez  | Iago Aspas            | Hummel                      | Estrella Galicia              | Abanca, Grupo Recalvi                                |
| Espanyol        | Manolo González   | Sergi Gómez           | Kelme                       | Conservas Dani                | Rastar Group, Škoda                                  |
| Getafe          | José Bordalás     | Djené                 | Joma                        | Tecnocasa                     | ODTY News                                            |
| Girona          | Míchel            | Cristhian Stuani      | Puma                        | Etihad Airways                | Marlex, HYLO, Costa Brava, Parlem                    |
| Las Palmas      | Luis Carrión      | Kirian Rodríguez      | Hummel                      | Gran Canaria, Cerveza Pío Pío | DISA, Islas Canarias, Kalise, BeCordial, Binter      |
| Leganés         | Borja Jiménez     | Sergio González       | Joma                        | Ontime Logística              | Nara Seguros, Mercanza                               |
| Mallorca        | Jagoba Arrasate   | Antonio Raíllo        | Nike                        | αGEL                          | Alua, Juaneda, OK Mobility, Air Europa, Iles Balears |
| Osasuna         | Vicente Moreno    | Sergio Herrera        | Macron                      | Kosner                        | Digi, Celer Light, Clínica Universidad de Navarra    |
| Rayo Vallecano  | Iñigo Pérez       | Óscar Valentín        | Umbro                       | Digi                          | Griffin Core Solutions                               |
| Real Betis      | Manuel Pellegrini | Aitor Ruibal          | Hummel                      | Gree Electric                 | Trainline, Drive REVEL, AUS Global                   |
| Real Madrid     | Carlo Ancelotti   | Luka Modrić           | Adidas                      | Emirates                      | HP                                                   |
| Real Sociedad   | Imanol Alguacil   | Mikel Oyarzabal       | Macron                      | Yasuda Group                  | Kutxabank, Reale Seguros                             |
| Sevilla         | García Pimienta   | Jesús Navas           | Castore                     | None                          | Socios.com, JD Sports                                |
| Valencia        | Rubén Baraja      | José Gayà             | Puma                        | TM Real Estate Group          | Divina Seguros, Škoda                                |
| Valladolid      | Paulo Pezzolano   | Javi Sánchez          | Kappa                       | Estrella Galicia 0,0          | JD Sports, INEXO                                     |
| Villarreal      | Marcelino         | Raúl Albiol           | Joma                        | Pamesa Cerámica               | ASCALE                                               |

## Schimbări de antrenori
| Echipa     | Antrenor demis           | Modalitatea de schimbare                 | Data plecării     | Poziția în clasament | Înlocuit cu              | Data numirii      |
| ---------- | ------------------------ | ---------------------------------------- | ----------------- | -------------------- | ------------------------ | ----------------- |
| Barcelona  | Xavi                     | De comun acord                           | 26 mai 2024       | Pre-sezon            | Hansi Flick              | 29 mai 2024       |
| Mallorca   | Javier Aguirre           | Finalul contractului                     | 30 iunie 2024     | Pre-sezon            | Jagoba Arrasate          | 10 iunie 2024     |
| Osasuna    | Jagoba Arrasate          | Finalul contractului                     | 30 iunie 2024     | Pre-sezon            | Vicente Moreno           | 27 mai 2024       |
| Sevilla    | Quique Sánchez Flores    | De comun acord                           | 30 iunie 2024     | Pre-sezon            | García Pimienta          | 2 iunie 2024      |
| Las Palmas | García Pimienta          | De comun acord                           | 30 iunie 2024     | Pre-sezon            | Luis Carrión             | 26 iunie 2024     |
| Las Palmas | Luis Carrión             | Demis                                    | 8 octombrie 2024  | 20                   | Diego Martínez           | 9 octombrie 2024  |
| Valladolid | Paulo Pezzolano          | Demis                                    | 30 noiembrie 2024 | 20                   | Álvaro Rubio (interimar) | 2 decembrie 2024  |
| Alavés     | Luis García Plaza        | Demis                                    | 2 decembrie 2024  | 16                   | Eduardo Coudet           | 2 decembrie 2024  |
| Valladolid | Álvaro Rubio (interimar) | Sfârșitul funcției de antrenor interimar | 14 decembrie 2024 | 19                   | Diego Cocca              | 14 decembrie 2024 |
| Valencia   | Rubén Baraja             | Demis                                    | 23 decembrie 2024 | 19                   | Carlos Corberán          | 25 decembrie 2024 |
| Valladolid | Diego Cocca              | Demis                                    | 17 februarie 2025 | 20                   | Álvaro Rubio             | 19 februarie 2025 |
| Sevilla    | García Pimienta          | Demis                                    | 13 aprilie 2025   | 14                   | Joaquín Caparrós         | 13 aprilie 2025   |

## Clasament
| Loc | Echipa          | MJ | V  | E  | Î  | GM  | GP | DG  | Pct | Calificare sau retrogradare                               |
| --- | --------------- | -- | -- | -- | -- | --- | -- | --- | --- | --------------------------------------------------------- |
| 1   | Barcelona       | 38 | 28 | 4  | 6  | 102 | 39 | +63 | 88  | Calificare în Liga Campionilor UEFA 2025–26 Faza grupelor |
| 2   | Real Madrid     | 38 | 26 | 6  | 6  | 78  | 38 | +40 | 84  | Calificare în Liga Campionilor UEFA 2025–26 Faza grupelor |
| 3   | Atlético Madrid | 38 | 22 | 10 | 6  | 68  | 30 | +38 | 76  | Calificare în Liga Campionilor UEFA 2025–26 Faza grupelor |
| 4   | Athletic Bilbao | 38 | 19 | 13 | 6  | 54  | 29 | +25 | 70  | Calificare în Liga Campionilor UEFA 2025–26 Faza grupelor |
| 5   | Villarreal      | 38 | 20 | 10 | 8  | 71  | 51 | +20 | 70  | Calificare în Liga Campionilor UEFA 2025–26 Faza grupelor |
| 6   | Real Betis      | 38 | 16 | 12 | 10 | 57  | 50 | +7  | 60  | Calificare în UEFA Europa League 2025-26 Faza grupelor    |
| 7   | Celta Vigo      | 38 | 16 | 7  | 15 | 59  | 57 | +2  | 55  | Calificare în UEFA Europa League 2025-26 Faza grupelor    |
| 8   | Rayo Vallecano  | 38 | 13 | 13 | 12 | 41  | 45 | −4  | 52  | Calificare în Conference League 2025-26 Runda de play-off |
| 9   | Osasuna         | 38 | 12 | 16 | 10 | 48  | 52 | −4  | 52  |                                                           |
| 10  | Mallorca        | 38 | 13 | 9  | 16 | 35  | 44 | −9  | 48  |                                                           |
| 11  | Real Sociedad   | 38 | 13 | 7  | 18 | 35  | 46 | −11 | 46  |                                                           |
| 12  | Valencia        | 38 | 11 | 13 | 14 | 44  | 54 | −10 | 46  |                                                           |
| 13  | Getafe          | 38 | 11 | 9  | 18 | 34  | 39 | −5  | 42  |                                                           |
| 14  | Espanyol        | 38 | 11 | 9  | 18 | 40  | 51 | −11 | 42  |                                                           |
| 15  | Alavés          | 38 | 10 | 12 | 16 | 38  | 48 | −10 | 42  |                                                           |
| 16  | Girona          | 38 | 11 | 8  | 19 | 44  | 60 | −16 | 41  |                                                           |
| 17  | Sevilla         | 38 | 10 | 11 | 17 | 42  | 55 | −13 | 41  |                                                           |
| 18  | Leganés         | 38 | 9  | 13 | 16 | 39  | 56 | −17 | 40  | Retrogradare în Segunda División 2025–26                  |
| 19  | Las Palmas      | 38 | 8  | 8  | 22 | 40  | 61 | −21 | 32  | Retrogradare în Segunda División 2025–26                  |
| 20  | Valladolid      | 38 | 4  | 4  | 30 | 26  | 90 | −64 | 16  | Retrogradare în Segunda División 2025–26                  |

1. ↑  Câștigătoarea Copa del Rey 2024-25 se va califica în faza grupelor Europa League. Întrucât câștigătoarea cupei (Barcelona) se va califica în funcție de poziția în campionat, locul în Europa League a fost transferat echipei de pe locul șapte, iar locul în Conference League a fost transferat echipei de pe locul opt.

## Rezultate
| Acasă \ Deplasare | ALA | ATH | ATM | BAR | CEL | ESP | GET | GIR | LPA | LEG | MLL | OSA | RAY | BET | RMA | RSO | SEV | VAL | VLL | VIL |
| ----------------- | --- | --- | --- | --- | --- | --- | --- | --- | --- | --- | --- | --- | --- | --- | --- | --- | --- | --- | --- | --- |
| Alavés            | —   | 1–1 | 0–0 | 0–3 | 1–1 | 0–1 | 0–1 | 0–1 | 2–0 | 1–1 | 1–0 | 1–1 | 0–2 | 0–0 | 0–1 | 1–0 | 2–1 | 1–0 | 2–3 | 1–0 |
| Athletic Bilbao   | 1–0 | —   | 0–1 | 0–3 | 3–1 | 4–1 | 1–1 | 3–0 | 1–0 | 0–0 | 1–1 | 0–0 | 3–1 | 1–1 | 2–1 | 1–0 | 1–1 | 1–0 | 7–1 | 2–0 |
| Atlético Madrid   | 2–1 | 1–0 | —   | 2–4 | 1–1 | 0–0 | 1–0 | 3–0 | 2–0 | 3–1 | 2–0 | 1–0 | 3–0 | 4–1 | 1–1 | 4–0 | 4–3 | 3–0 | 4–2 | 1–1 |
| Barcelona         | 1–0 | 2–1 | 1–2 | —   | 4–3 | 3–1 | 1–0 | 4–1 | 1–2 | 0–1 | 1–0 | 3–0 | 1–0 | 1–1 | 4–3 | 4–0 | 5–1 | 7–1 | 7–0 | 2–3 |
| Celta Vigo        | 2–1 | 1–2 | 0–1 | 2–2 | —   | 0–2 | 1–0 | 1–1 | 1–1 | 2–1 | 2–0 | 1–0 | 1–2 | 3–2 | 1–2 | 2–0 | 3–2 | 3–1 | 3–1 | 3–0 |
| Espanyol          | 3–2 | 1–1 | 1–1 | 0–2 | 3–1 | —   | 1–0 | 1–1 | 2–0 | 1–1 | 2–1 | 0–0 | 2–1 | 1–2 | 1–0 | 0–1 | 0–2 | 1–1 | 2–1 | 1–2 |
| Getafe            | 2–0 | 0–2 | 2–1 | 1–1 | 1–2 | 1–0 | —   | 0–1 | 1–3 | 1–1 | 0–1 | 1–1 | 0–0 | 1–2 | 0–1 | 0–0 | 0–0 | 1–1 | 2–0 | 1–2 |
| Girona            | 0–1 | 2–1 | 0–4 | 1–4 | 2–2 | 4–1 | 1–2 | —   | 2–1 | 4–3 | 1–0 | 4–0 | 0–0 | 1–3 | 0–3 | 0–1 | 1–2 | 1–1 | 3–0 | 0–1 |
| Las Palmas        | 2–2 | 2–3 | 1–0 | 0–2 | 0–1 | 1–0 | 1–2 | 1–0 | —   | 0–1 | 2–3 | 1–1 | 0–1 | 1–1 | 1–1 | 1–3 | 2–2 | 2–3 | 2–1 | 1–2 |
| Leganés           | 3–3 | 0–2 | 1–0 | 0–1 | 3–0 | 3–2 | 1–0 | 1–1 | 2–1 | —   | 0–1 | 1–1 | 0–1 | 2–3 | 0–3 | 0–3 | 1–0 | 0–0 | 3–0 | 2–5 |
| Mallorca          | 1–1 | 0–0 | 0–1 | 1–5 | 1–2 | 2–1 | 1–2 | 2–1 | 3–1 | 0–0 | —   | 1–1 | 1–0 | 0–1 | 1–1 | 1–0 | 0–0 | 2–1 | 2–1 | 1–2 |
| Osasuna           | 2–2 | 1–2 | 2–0 | 4–2 | 3–2 | 2–0 | 1–2 | 2–1 | 2–1 | 1–1 | 1–0 | —   | 1–1 | 1–2 | 1–1 | 2–1 | 1–0 | 3–3 | 1–0 | 2–2 |
| Rayo Vallecano    | 1–0 | 1–2 | 1–1 | 1–2 | 2–1 | 0–4 | 1–0 | 2–1 | 1–3 | 1–1 | 0–0 | 3–1 | —   | 2–2 | 3–3 | 2–2 | 1–1 | 1–1 | 1–0 | 0–1 |
| Real Betis        | 1–3 | 2–2 | 1–0 | 2–2 | 2–2 | 1–0 | 2–1 | 1–1 | 1–0 | 2–0 | 1–2 | 1–1 | 1–1 | —   | 2–1 | 3–0 | 2–1 | 1–1 | 5–1 | 1–2 |
| Real Madrid       | 3–2 | 1–0 | 1–1 | 0–4 | 3–2 | 4–1 | 2–0 | 2–0 | 4–1 | 3–2 | 2–1 | 4–0 | 2–1 | 2–0 | —   | 2–0 | 4–2 | 1–2 | 3–0 | 2–0 |
| Real Sociedad     | 1–2 | 0–0 | 1–1 | 1–0 | 0–1 | 2–1 | 0–3 | 3–2 | 0–0 | 3–0 | 0–2 | 0–2 | 1–2 | 2–0 | 0–2 | —   | 0–1 | 3–0 | 2–1 | 1–0 |
| Sevilla           | 1–1 | 0–1 | 1–2 | 1–4 | 1–0 | 1–1 | 1–0 | 0–2 | 1–0 | 2–2 | 1–1 | 1–1 | 1–0 | 1–0 | 0–2 | 0–2 | —   | 1–1 | 2–1 | 1–2 |
| Valencia          | 2–2 | 0–1 | 0–3 | 1–2 | 2–1 | 1–1 | 3–0 | 2–0 | 2–3 | 2–0 | 1–0 | 0–0 | 0–1 | 4–2 | 1–2 | 1–0 | 1–0 | —   | 2–1 | 1–1 |
| Valladolid        | 0–1 | 1–1 | 0–5 | 1–2 | 0–1 | 1–0 | 0–4 | 0–1 | 1–1 | 0–0 | 1–2 | 2–3 | 1–2 | 1–0 | 0–3 | 0–0 | 0–4 | 1–0 | —   | 1–2 |
| Villarreal        | 3–0 | 0–0 | 2–2 | 1–5 | 4–3 | 1–0 | 1–1 | 2–2 | 3–1 | 3–0 | 4–0 | 4–2 | 1–1 | 1–2 | 1–2 | 2–2 | 4–2 | 1–1 | 5–1 | —   |

## Statisticile sezonului

### Cei mai buni marcatori
| Poziția | Jucător            | Echipa          | Goluri |
| ------- | ------------------ | --------------- | ------ |
| 1       | Kylian Mbappé      | Real Madrid     | 31     |
| 2       | Robert Lewandowski | Barcelona       | 27     |
| 3       | Ante Budimir       | Osasuna         | 21     |
| 4       | Alexander Sørloth  | Atlético Madrid | 20     |
| 5       | Ayoze Pérez        | Villarreal      | 19     |
| 6       | Raphinha           | Barcelona       | 18     |
| 7       | Julián Alvarez     | Atlético Madrid | 17     |
| 8       | Oihan Sancet       | Athletic Bilbao | 15     |
| 9       | Kike García        | Alavés          | 13     |
| 10      | Javi Puado         | Espanyol        | 12     |

### Pase de gol
| Loc | Jucător           | Club            | Pase de gol |
| --- | ----------------- | --------------- | ----------- |
| 1   | Lamine Yamal      | Barcelona       | 13          |
| 2   | Álex Baena        | Villarreal      | 10          |
| 3   | Raphinha          | Barcelona       | 9           |
| 4   | Jude Bellingham   | Real Madrid     | 8           |
| 4   | Sergi Cardona     | Villarreal      | 8           |
| 4   | Isco              | Real Betis      | 8           |
| 4   | Vinícius Júnior   | Real Madrid     | 8           |
| 4   | Iñaki Williams    | Athletic Bilbao | 8           |
| 9   | Álex Berenguer    | Athletic Bilbao | 7           |
| 9   | Antoine Griezmann | Atlético Madrid | 7           |
| 9   | Yeremy Pino       | Villarreal      | 7           |
| 9   | Dani Rodríguez    | Mallorca        | 7           |

### Trofeul Zamora
Trofeul Zamora este acordat de ziarul Marca portarului cu cel mai mic raport goluri/meciuri. Un portar trebuie să joace cel puțin 28 de meciuri de 60 de minute sau mai mult pentru a fi eligibil pentru trofeu.
| Poziția | Jucător          | Echipa          | Meciuri | Goluri primite | Medie |
| ------- | ---------------- | --------------- | ------- | -------------- | ----- |
| 1       | Jan Oblak        | Atlético Madrid | 36      | 30             | 0.83  |
| 2       | Thibaut Courtois | Real Madrid     | 30      | 29             | 0.97  |
| 3       | David Soria      | Getafe          | 38      | 39             | 1.03  |
| 4       | Dominik Greif    | Mallorca        | 31      | 34             | 1.10  |
| 5       | Álex Remiro      | Real Sociedad   | 36      | 43             | 1.19  |